# Xanthorhoe derzhavini
Xanthorhoe derzhavini är en fjärilsart som beskrevs av Alexander Michailovitsch Djakonov 1931. Xanthorhoe derzhavini ingår i släktet Xanthorhoe och familjen mätare. Inga underarter finns listade i Catalogue of Life.